# Муравьеды
Муравьеды (лат. Vermilingua) — подотряд неполнозубых млекопитающих, включающий два семейства муравьедов. В подотряд входят 3 современных рода муравьедов: гигантские муравьеды, тамандуа и карликовые муравьеды, а также 3 вымерших рода. Древнейшие муравьеды найдены в эоценовых отложениях карьера Мессель. Эволюционная ветвь муравьедов обособилась около 30 миллионов лет назад.

## Внешний вид
Хотя внешний вид всех родов муравьедов имеет общие черты (удлинённое тело с длинным хвостом, удлинённый череп, большие относительно размеров тела когти), их размеры на порядок отличаются друг от друга. Если масса взрослого гигантского муравьеда может составлять около 40 кг (при длине тела 110—130 см и длине хвоста 95 см), то масса тамандуа колеблется в диапазоне 4—5 кг (при длине тела 54—88 см, и длине хвоста 40—49 см), а масса взрослого карликового муравьеда едва достигает 400 г (при длине тела 16—20 см и длине хвоста 18 см).

## Ареал
Представители всех родов подотряда муравьедов обитают в Центральной и Южной Америке, за исключением тамандуа, чей ареал на севере заканчивается югом Колумбии.

## Образ жизни
Питаются мелкими насекомыми. Все муравьеды питаются муравьями, гигантские муравьеды и тамандуа употребляют в пищу термитов, что до сих пор не было зафиксировано среди карликовых муравьедов. Гигантские и карликовые муравьеды ведут в основном ночной образ жизни, тамандуа могут быть активны как ночью, так и днём. Гигантские муравьеды не умеют лазать по деревьям и ведут исключительно наземный образ жизни, тамандуа ведут смешанный наземно-древесный образ жизни, а карликовые муравьеды обитают исключительно на деревьях.

## Размножение
Самки всех видов муравьедов вынашивают как правило одного детёныша за беременность. Все муравьеды носят своих детёнышей на спине, причём если у гигантских муравьедов и тамандуа детёныша носят как правило самки, то у живущих на деревьях карликовых муравьедов в переноске детёныша участвуют оба родителя.